# Volvo Trucks
Volvo Trucks (en suédois : Volvo Lastvagnar) est une entreprise de construction de camions basée à Göteborg, en Suède. C'est une filiale du groupe Volvo.

## Histoire
En juillet 2016, Volvo Trucks est contraint de payer une amende de 670 millions d'euros infligée par les autorités de la concurrence européenne pour avoir participé à l'entente dans le secteur de la production de poids lourds.

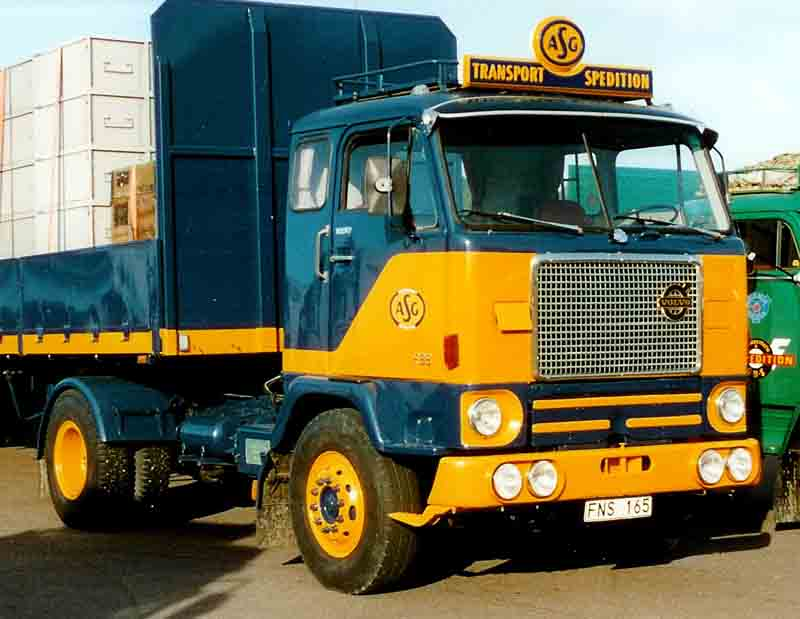
Volvo F88-49T de 1970.
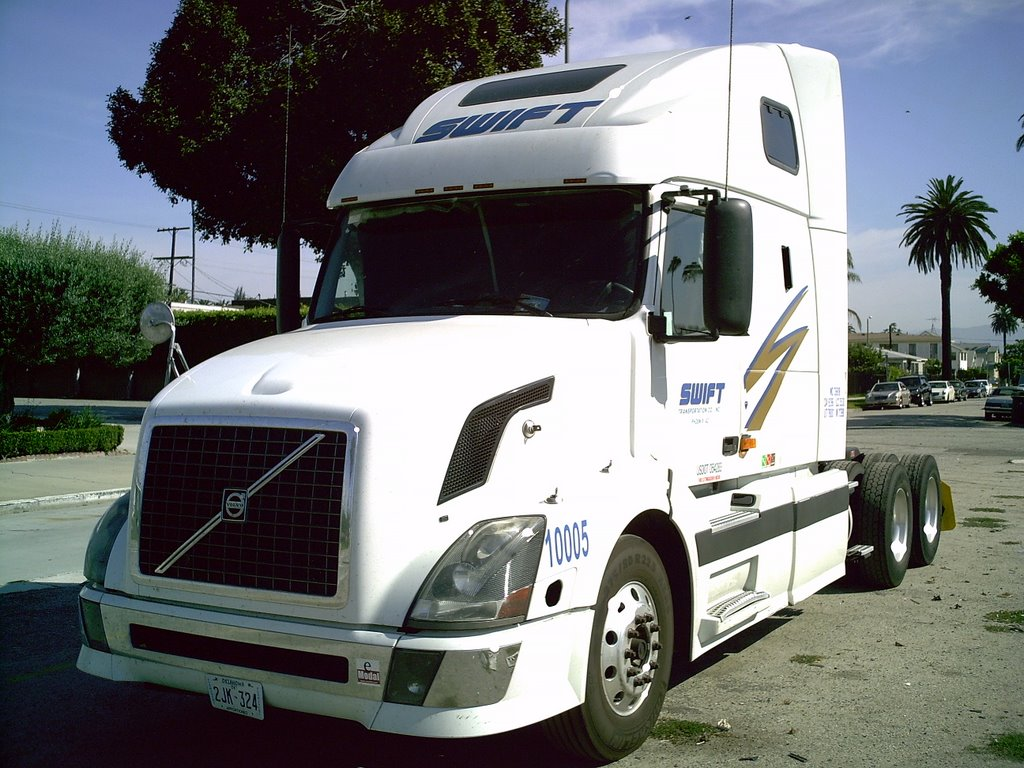
Volvo VN (version américaine).
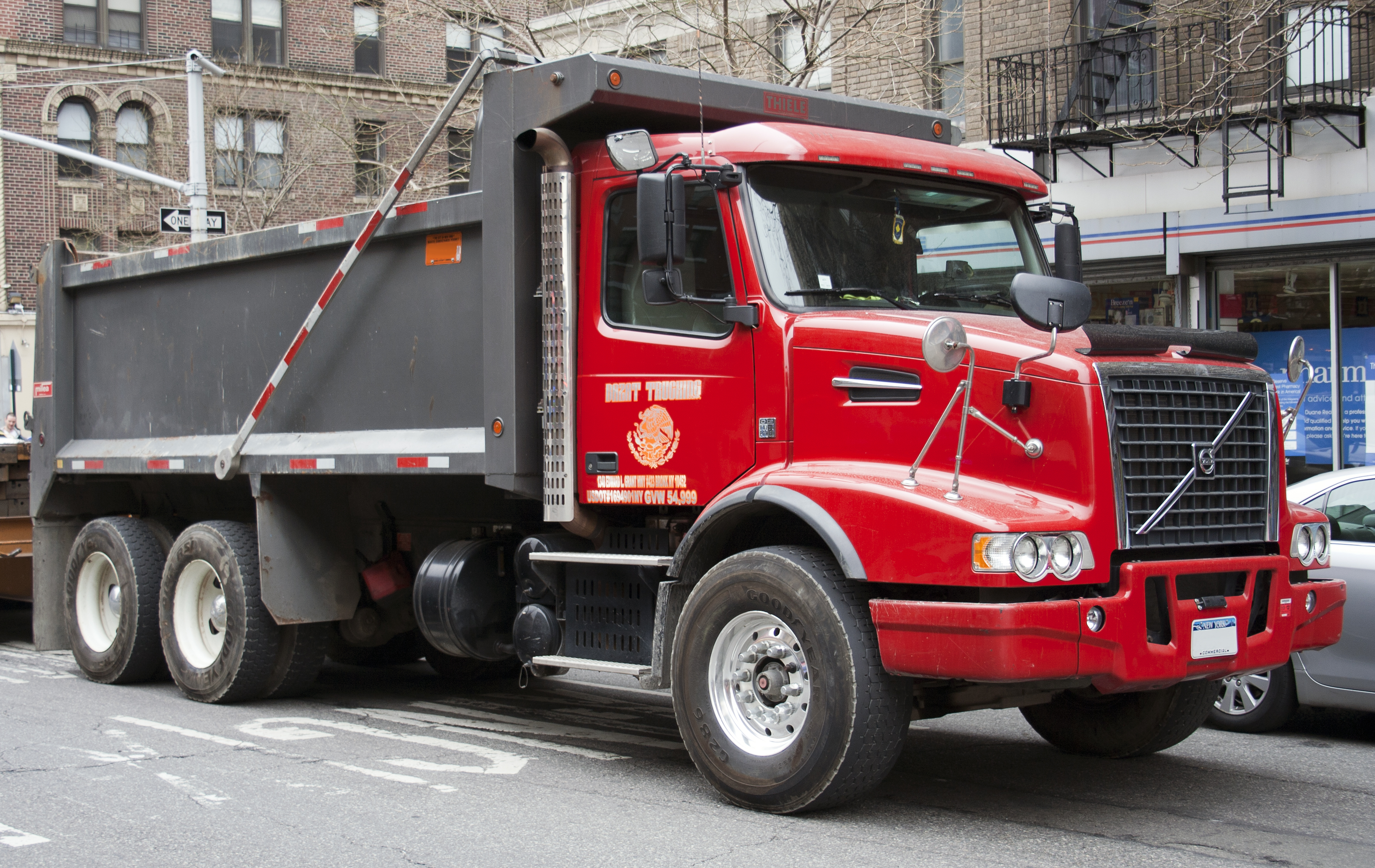
Camion benne Volvo VHD.